# Rivière Mastigouche Nord
Rivière Mastigouche Nord är ett vattendrag i Kanada.   Det ligger i provinsen Québec, i den sydöstra delen av landet, 210 km nordost om huvudstaden Ottawa.
I omgivningarna runt Rivière Mastigouche Nord växer i huvudsak blandskog. Runt Rivière Mastigouche Nord är det glesbefolkat, med 10 invånare per kvadratkilometer.